# Tanagra dwubarwna
Tanagra dwubarwna (Bangsia arcaei) – gatunek małego ptaka z rodziny tanagrowatych (Thraupidae). Występuje w Panamie i Kostaryce. W Czerwonej księdze gatunków zagrożonych IUCN klasyfikowany jest jako gatunek bliski zagrożenia (NT, ang. Near Threatened).

## Systematyka
Takson ten po raz pierwszy zgodnie z zasadami nazewnictwa binominalnego opisali angielscy przyrodnicy Philip Lutley Sclater i Osbert Salvin w 1869 roku na łamach „Proceedings of the Zoological Society of London”. Autorzy nadali mu nazwę Buthraupis arcaei, przypisując go do rodzaju Buthraupis, a jako miejsce typowe podali Cordillera del Chucu, Veraguas w Panamie. W 1919 roku Thomas E. Penard zaproponował wydzielenie części gatunków z rodzaju Buthraupis, w tym tanagry dwubarwnej, do nowo utworzonego rodzaju Bangsia. Później nie wszyscy autorzy akceptowali taki podział, jednak badania molekularne wykazały, że Buthraupis i Bangsia są odrębnymi rodzajami. Wyróżnia się dwa podgatunki tanagry dwubarwnej:
- B. a. arcaei  (Sclater,PL & Salvin, 1869)
- B. a. caeruleigularis (Ridgway, 1893).

### Etymologia
- Bangsia: na cześć amerykańskiego zoologa Outrama Bangsa (1863–1932)[12].
- arcaeis: od nazwiska gwatemalskiego kolekcjonera Enrique Arcé[13].

## Morfologia
Mały ptak o czerwonych tęczówkach, czarniawych nogach i stopach. Nie występuje dymorfizm płciowy. Dziób czarny, mocna górna szczęka nieco zakrzywiona w końcowej części. Ptak jest niebiesko-żółty. Obie płcie mają ciemnoniebieską głowę, gardło, podgardle, szyję, grzbiet, ogon i skrzydła. Górna część głowy jest nieco jaśniejsza. Dolne części ciała: pierś, brzuch, boki i pokrywy podogonowe są żółte. Podgatunek B. a. caeruleigularis różni się od nominatywnego ciemnoniebieskimi bokami brzucha i takimi udami.
Wymiary na podstawie:
|                       | Samiec    | Samica    |
| --------------------- | --------- | --------- |
| Masa (g)              | 34,6–39,9 | 34,6–39,9 |
| Długość skrzydła (mm) | 83,8–87,5 | 84,0–86,5 |
| Długość ogona (mm)    | 46,6–48,6 | 43,1–45,8 |
| Długość dzioba (mm)   | 17,4–19,2 | 16,0–18,2 |
| Długość skoku (mm)    | 21,6–22,6 | 20,4–22,8 |

## Zasięg występowania
Tanagra dwubarwna występuje w Ameryce Centralnej – w Panamie i Kostaryce. Zasięg występowania (EOO, Extent of Occurrence) według szacunków organizacji BirdLife International obejmuje około 102 tys. km², występuje w zakresie wysokości od 300 do 1500 m n.p.m. Poszczególne podgatunki występują:
- B. a. arcaei – w zachodniej i wschodniej Panamie (lokalnie w środkowej części prowincji Bocas del Toro, w prowincji Chiriquí, okolice Cerro Jefe, Cerro Brewster i zachodniej części Kuna Yala.
- B. a. caeruleigularis – na wschodnich zboczach Kordyliery Środkowej w Kostaryce od prowincji Guanacaste na południe do prowincji Cartago m.in. na stokach wulkanów Turrialba, Barva, Poás i Irazú.

W 2008 roku tanagrę dwubarwną zaobserwowano po raz pierwszy na terenie departamentu Chocó w Kolumbii.

## Ekologia i zachowanie
Jego głównym habitatem są górne warstwy wilgotnych lasów nizinnych, wilgotnych lasów górskich i ich obrzeża. Długość pokolenia jest określona na 2,98 roku. Ptak ten żeruje w parach lub grupach rodzinnych, występuje także w stadach mieszanych. Raczej nie jest spotykany pojedynczo. Tanagra dwubarwna ma zróżnicowaną dietę składającą się głównie z owoców i stawonogów. Zaobserwowano, że zrywa także pęki kwiatów i spija z nich nektar, poluje na karaluchy, pająki i królowe mrówek.

### Rozmnażanie
Niewiele wiadomo o rozmnażaniu i gniazdowaniu tego gatunku. Obserwowano dwa gniazda, oba położone dosyć wysoko nad poziomem ziemi, 10–12 m. W jednym z nich, obserwowanym w lipcu w Panamie, przebywał dorosły osobnik z jednym pisklęciem, w drugim, obserwowanym w kwietniu w Kostaryce, samica przynosiła do gniazda splątane korzonki.

## Status
W Czerwonej księdze gatunków zagrożonych IUCN tanagra dwubarwna jest uznawana za gatunek bliski zagrożenia (NT, ang. Near Threatened). Wielkość populacji jest oszacowana na więcej niż 2500, a mniej niż 9999 dorosłych osobników. BirdLife International ocenia trend liczebności populacji jako lekko spadkowy ze względu na utratę jego naturalnego habitatu.